# Cuq (Lot i Garonna)
Cuq – miejscowość i gmina we Francji, w regionie Nowa Akwitania, w departamencie Lot i Garonna.
Według danych na rok 1990 gminę zamieszkiwało 238 osób, a gęstość zaludnienia wynosiła 14 osób/km² (wśród 2290 gmin Akwitanii Cuq plasuje się na 940. miejscu pod względem liczby ludności, natomiast pod względem powierzchni na miejscu 655.).